# Liste der Biografien/Kolo
Liste der Biografien |
Portal Biografien |
Personensuche
# |
A |
B |
C |
D |
E |
F |
G |
H |
I |
J |
K |
L |
M |
N |
O |
P |
Q |
R |
S |
T |
U |
V |
W |
X |
Y |
Z |
?
 
Ka |
Kb |
Kc |
Kd |
Ke |
Kf |
Kg |
Kh |
Ki |
Kj |
Kl |
Km |
Kn |
Ko |
Kp |
Kr |
Ks |
Kt |
Ku |
Kv |
Kw |
Ky |
Kx |
Kz
 
Koa |
Kob |
Koc |
Kod |
Koe |
Kof |
Kog |
Koh |
Koi |
Koj |
Kok |
Kol |
Kom |
Kon |
Koo |
Kop |
Kor |
Kos |
Kot |
Kou |
Kov |
Kow |
Kox |
Koy |
Koz
 
Kola |
Kolb |
Kolc |
Kold |
Kole |
Kolf |
Kolg |
Kolh |
Koli |
Kolj |
Kolk |
Koll |
Kolm |
Koln |
Kolo |
Kolp |
Kolr |
Kols |
Kolt |
Kolu |
Kolv |
Kolw |
Koly |
Kolz
Die Liste der Biografien führt alle Personen auf, die in der deutschsprachigen Wikipedia einen Artikel haben. Dieses ist eine Teilliste mit 145 Einträgen von Personen, deren Namen mit den Buchstaben „Kolo“ beginnt.

## Kolo
- Kolo Muani, Randal (* 1998), französischer FußballspielerRandal Kolo Muani (* 1998)

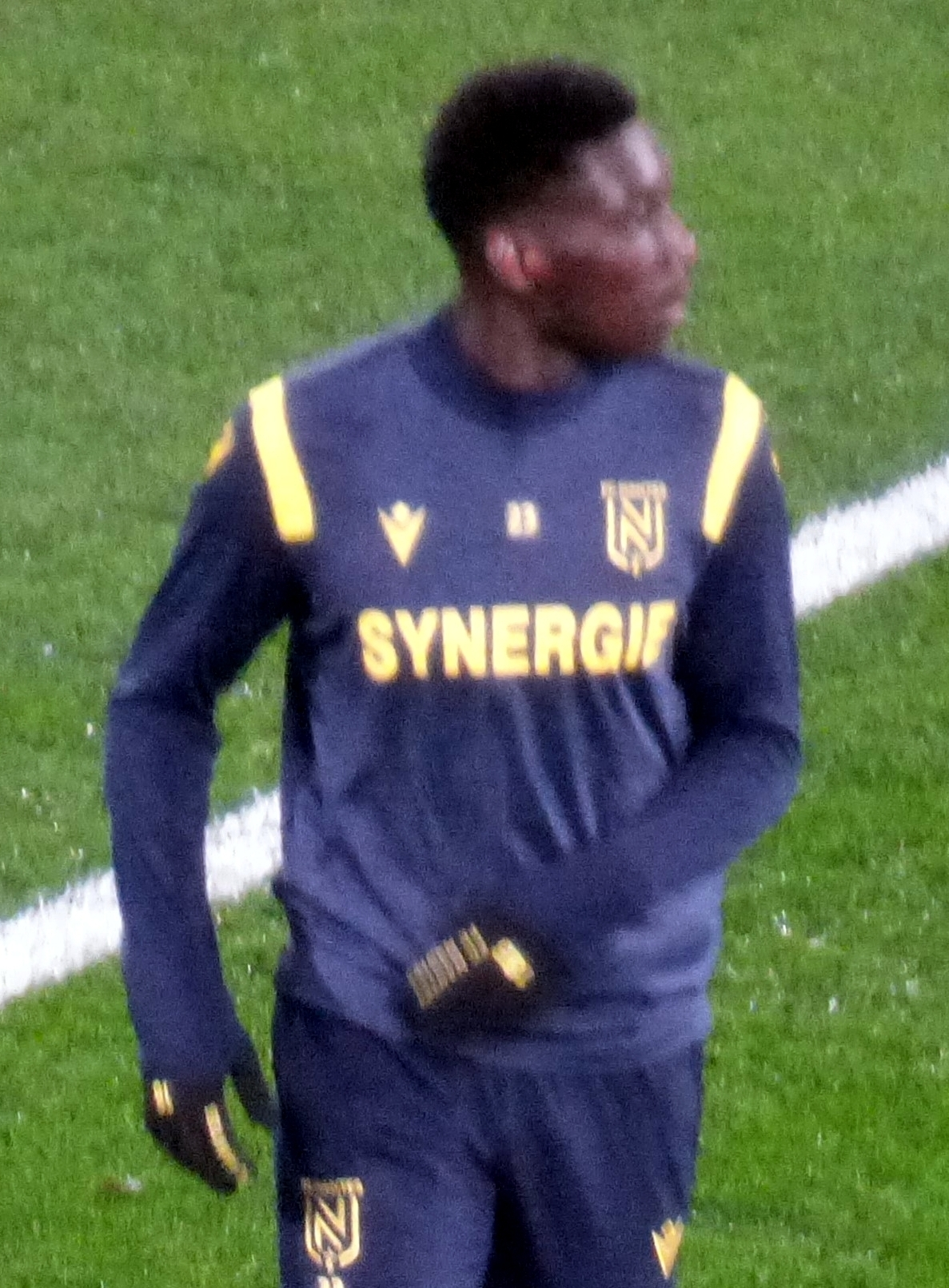
Randal Kolo Muani (* 1998)

- Kolo, Castulus (* 1965), Präsident der Hochschule Macromedia
- Kolo, Hans (1937–2022), deutscher Politiker (SPD), MdL
- Kolo, Marie Christina (* 1989), madagassische Klimaaktivistin
- Kolo, Roger (* 1943), madagassischer Mediziner und Politiker
- Kolo, Yasin (* 1992), deutscher Basketballspieler

### Koloa
- Koloane, David (1938–2019), südafrikanischer Künstler

### Kolob
- Kolobarić, Mladen (1933–2009), bosnisch-herzegowinischer Graphiker und Designer
- Kolobkow, Pawel Anatoljewitsch (* 1969), russischer Degenfechter
- Kolobnew, Alexander Wassiljewitsch (* 1981), russischer Radrennfahrer
- Kolobow, Maxim Alexejewitsch (* 2002), russischer Skispringer
- Kolobowa, Wioletta Witaljewna (* 1991), russische Degenfechterin

### Koloc
- Koloc, Kurt (1904–1967), deutscher Ökonom, Hochschulrektor und Politiker, MdV
- Koloc, Rudolf (* 1950), deutscher Regisseur
- Kolocová, Kristýna (* 1988), tschechische Beachvolleyballspielerin
- Koloczek, Bernhard (* 1953), deutscher Jurist, Richter am Bundessozialgericht
- Koloczek, Heinz-Jürgen (* 1943), deutscher Politiker (CDU)

### Kolod
- Kolodej, Christa (* 1965), österreichische Psychologin, Soziologin und Mobbingforscherin
- Kolodij, Oleh (* 1993), ukrainischer Wasserspringer
- Kolodijtschuk, Oleg Wladimirowitsch (* 1988), russischer Biathlet
- Kolodin, Denis Alexejewitsch (* 1982), russischer Fußballspieler
- Kolodin, Irving (1908–1988), US-amerikanischer Musikkritiker und Musikhistoriker
- Kolodin, Pjotr Iwanowitsch (1930–2021), sowjetischer Kosmonautenanwärter
- Kolodinski, Igor Georgijewitsch (* 1983), russischer Beachvolleyballspieler
- Kolodinski, Reiner (* 1958), US-amerikanisch-deutscher Basketballspieler
- Kolodkin, Anatoli Lasarewitsch (1928–2011), russischer Jurist
- Kolodko, Jewgenija Nikolajewna (* 1990), russische Kugelstoßerin
- Kolodner, Richard D. (* 1951), US-amerikanischer Genetiker, Biochemiker und Molekularbiologe
- Kolodniak, Alfred (* 1931), deutscher Politiker (SED)
- Kolodny, Annette (1941–2019), US-amerikanische Literatur- und Kulturkritikerin
- Kolodsinskyj, Mychajlo (1902–1939), ukrainischer Offizier
- Kolody, Andrew (* 1981), kanadischer Naturbahnrodler
- Kolody, Helena (1912–2004), brasilianische Lyrikerin ukrainischer Abstammung
- Kolodzeike, Ingeborg (* 1952), deutsche Politikerin (Die Linke), MdL
- Kolodziej, Axel (* 1968), deutscher Historiker
- Kolodziej, Falk (* 1993), deutscher Handballspieler
- Kolodziej, Günter (1924–1996), deutscher Bandleader, Chorleiter, Dirigent und Komponist
- Kolodziej, Günter (* 1953), deutscher Journalist und Berater
- Kołodziej, Jerzy (* 1968), polnischer römisch-katholischer Ordensgeistlicher, Bischof von Bunbury
- Kolodziej, Laurent (* 1962), französischer Generalleutnant
- Kolodziej, Norman, deutscher Elektro-Musiker
- Kolodziejczak, Timothée (* 1991), französisch-polnischer FußballspielerTimothée Kolodziejczak (* 1991)

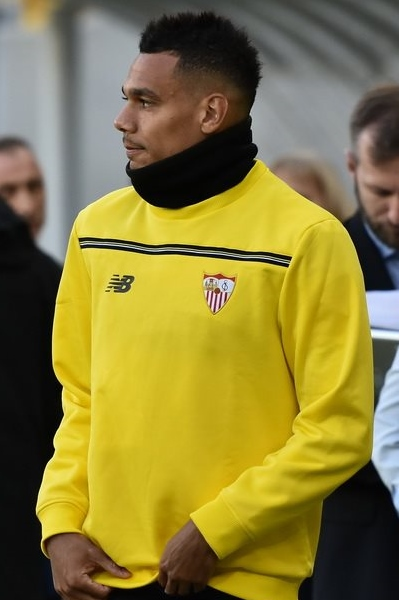
Timothée Kolodziejczak (* 1991)

- Kolodziejczyk, Andy (* 1995), belgisch-kanadischer Eishockeyspieler
- Kolodziejczyk, Bryan (* 1991), belgisch-kanadischer Eishockeyspieler
- Kołodziejczyk, Miłosław Jan (1928–1994), polnischer Geistlicher
- Kołodziejczyk, Piotr (1939–2019), polnischer Vizeadmiral und Politiker, Mitglied des Sejm
- Kolodziejski, Artur (* 1979), deutscher Basketballspieler
- Kołodziejski, Henryk (1884–1953), polnischer Politiker, Mitglied des Sejm
- Kolodziejski, Leslie (* 1958), US-amerikanische Physikerin und Hochschullehrerin
- Kołodziejski, Mateusz (* 2002), polnischer Hochspringer
- Kolodzy, Betty (* 1963), deutsche Schriftstellerin

### Kolof
- Koloff, Nikita (* 1959), US-amerikanischer Wrestler

### Kolog
- Koloğlu, Doğan (1927–2013), türkischer Fußballspieler, -trainer und -funktionär
- Koloğlu, Ercan (* 1968), türkischer Fußballspieler

### Koloi
- Koloini, Franz (* 1978), österreichischer Funktionär der FPÖ

### Kolok
- Kolokithas, Georgios (1945–2013), griechischer Basketballspieler
- Koloko, Christian (* 2000), kamerunischer Basketballspieler
- Kolokolnikow, Juri Andrejewitsch (* 1980), russisch-kanadischer SchauspielerJuri Andrejewitsch Kolokolnikow (* 1980)

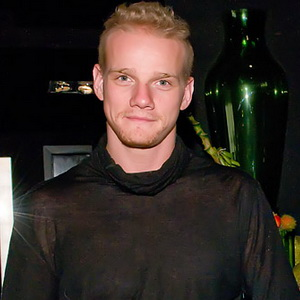
Juri Andrejewitsch Kolokolnikow (* 1980)

- Kolokolzew, Oleksij (* 1981), ukrainischer Gewichtheber
- Kolokolzew, Wladimir Alexandrowitsch (* 1961), russischer Politiker (Russische Föderation)
- Kolokolzewa, Albertina Iossifowna (* 1937), sowjetische Eisschnellläuferin
- Kolokolzow, Alexander Alexandrowitsch (1833–1904), russischer Marine-Offizier und Unternehmer
- Kolokotronis, Gennaios (1803–1868), griechischer Politiker und Ministerpräsident
- Kolokotronis, Ruth (* 1985), deutsche Volleyball- und Beachvolleyballspielerin
- Kolokotronis, Theodoros (1770–1843), griechischer Freiheitskämpfer und Partisanenführer
- Kolokytha, Efthymia (* 1987), griechische Weitspringerin

### Kolol
- Kololli, Benjamin (* 1992), kosovarisch-schweizerischer Fussballspieler

### Kolom
- Koloma Beck, Teresa (* 1977), deutsche Soziologin
- Koloman († 1012), angeblich ein irischer Königssohn, der in Österreich als Heiliger verehrt wirdKoloman († 1012)

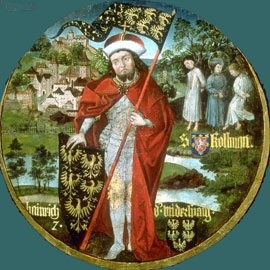
Koloman († 1012)

- Koloman († 1116), König von Ungarn
- Koloman von Galizien (1208–1241), ungarischer Fürst von Halitsch (1214–1221) und Slawonien (1226–1241)
- Kołomański, Krzysztof (* 1973), polnischer Kanute
- Kolomaznik, Jonáš (* 2003), tschechischer Hürdenläufer
- Kolomazník, Michal (* 1976), tschechischer Fußballspieler und -trainer
- Kolomeizew, Nikolai Nikolajewitsch (1867–1944), russischer Polarforscher
- Kolomenkin-Panin, Nikolai Alexandrowitsch (1872–1956), russischer Eiskunstläufer
- Kolomijez, Alina (* 1991), kasachische Biathletin
- Kolomijez, Inna (1921–2005), sowjetisch-ukrainische Bildhauerin
- Kolomijtschenko, Oleksij (1898–1974), ukrainischer Otorhinolaryngologe und Hochschullehrer
- Kolomijtschuk, Bohdan (* 1984), ukrainischer Schriftsteller
- Kolomina, Jelena (* 1981), kasachische Skilangläuferin
- Kolominský, Georg (1925–1986), tschechoslowakisch-deutscher Gastroenterologe mit dem Schwerpunkt Balneologie
- Kolomojez, Wassili Nikolajewitsch (1918–1986), ukrainischer Offizier der Sowjetarmee
- Kolomojskyj, Ihor (* 1963), ukrainischer OligarchIhor Kolomojskyj (* 1963)

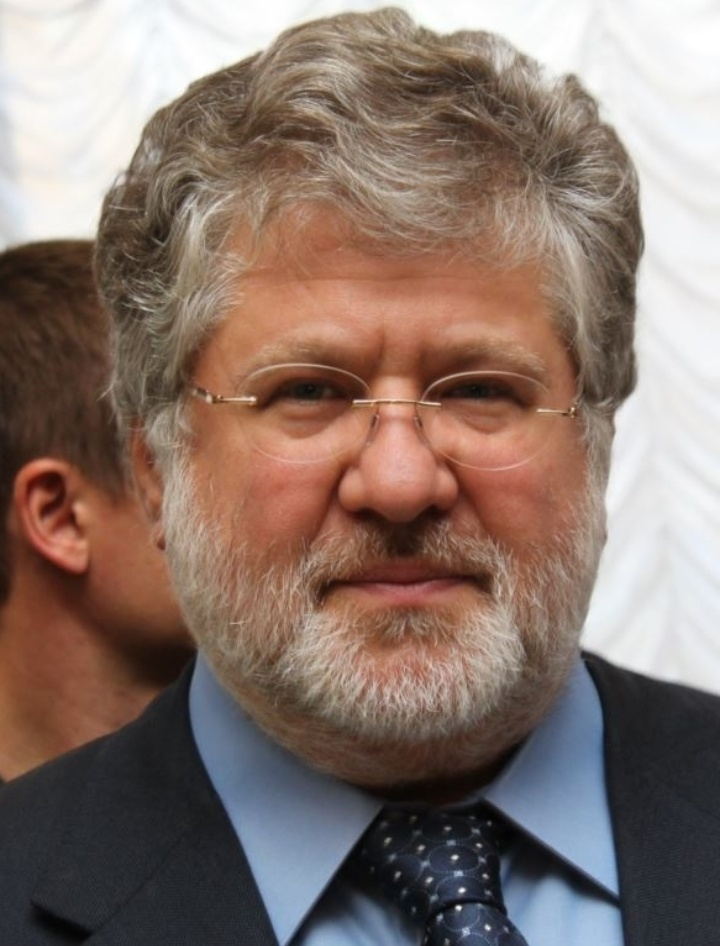
Ihor Kolomojskyj (* 1963)

- Kolomvos, Christodoulos (* 1988), griechischer Wasserballspieler

### Kolon
- Kolonat, iro-schottischer Wandermönch und Diakonischer Begleiter des Bischofs Kilian
- Kolondam, Sandra (* 1979), deutsche Malerin
- Kolone, Vaʻai (1911–2001), samoanischer Politiker, Premierminister
- Kolonias, Alexandros (* 1986), griechischer Pokerspieler
- Kolonics, György (1972–2008), ungarischer Kanute
- Kolonovits, Christian (* 1952), österreichischer Komponist und Dirigent
- Kolonus, Zuzanna (* 2005), polnische Tennisspielerin

### Kolop
- Koloper, Branimir (* 1985), kroatischer Handballspieler und -trainer

### Kolos
- Kolos, Oleksandr (* 1986), ukrainischer Biathlet
- Kolos-Vary, Sigismond (1899–1983), ungarisch-französischer Maler
- Kolosauskas, Feliksas (* 1942), litauischer Politiker
- Koloska, Ameli (* 1944), deutsche Leichtathletin und Olympiateilnehmerin
- Koloski-Ostrow, Ann Olga (* 1949), US-amerikanische Klassische Archäologin
- Kolosko, Stefan (* 1973), deutscher Schauspieler und Regisseur
- Koloskowa, Irina (* 1975), ukrainische Badmintonspielerin
- Kolosov, Margarita (* 2004), deutsche rhythmische SportgymnastinMargarita Kolosov (* 2004)

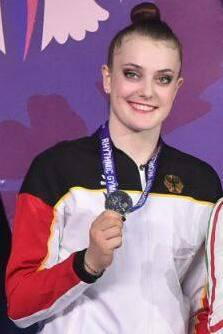
Margarita Kolosov (* 2004)

- Kolosowa, Wlada (* 1987), deutsche Schriftstellerin und Journalistin
- Kolosoy, Wendo (1925–2008), kongolesischer Musiker
- Koloss, Hans-Joachim (1938–2013), deutscher Ethnologe und Museumswissenschaftler
- Koloss, István (1932–2010), ungarischer Organist und Komponist
- Kolossov, Aleksandr (* 1990), estnischer Eishockeytorwart
- Kolossova, Mai (* 1937), estnische Agrarwissenschaftlerin und Politikerin
- Kolossow, Guri Wassiljewitsch (1867–1936), russischer und sowjetischer Mathematiker
- Kolossváry, Dezső (1855–1919), ungarischer Offizier in der österreichisch-ungarischen Armee

### Kolot
- Kolotijewski, Nikita Olegowitsch (* 2001), russischer Fußballspieler
- Kolotilo, Leonid Grigorjewitsch (* 1958), sowjetisch-russischer Geograph und Historiker
- Kolotow, Wassili Fjodorowitsch (1944–2001), sowjetischer Gewichtheber

### Kolou
- Kolouch, Lukáš (* 1991), tschechischer Grasskiläufer
- Kolouch, Tomáš (* 1987), tschechischer Grasskiläufer
- Koloušek, Václav (* 1976), tschechischer Fußballspieler
- Koloušek, Vladimír (1909–1976), tschechischer Bauingenieur

### Kolov
- Kolovetsios, Dimitrios (* 1991), griechischer Fußballspieler
- Kolovou, Foteini (* 1964), griechische Byzantinistin und Neogräzistin

### Kolow
- Kolow, Dan (1892–1940), bulgarischer Ringer und „Professional Catcher“
- Kolowrat von Liebsteinsky, Johann (1552–1616), böhmischer Adliger und Hofkämmerer
- Kolowrat von Liebsteinsky, Katharina (1562–1618), Tiroler Adlige, kaiserliche Kammerdienerin und Obersthofmeisterin
- Kolowrat, Albrecht von (1463–1510), Obersthofmeister und Oberstkanzler von Böhmen
- Kolowrat, Henry (1933–2021), US-amerikanischer Fechter
- Kolowrat, Johann († 1483), böhmischer Adliger, römisch-katholischer Geistlicher, Administrator von Prag
- Kolowrat, Ulrich Franz (1607–1650), böhmisch-österreichischer Adeliger
- Kolowrat-Krakowsky, Emanuel Wenzel von (1700–1769), böhmischer Adliger, General der Kavallerie und Großprior des Malteserordens
- Kolowrat-Krakowsky, Franz Xaver II. (1803–1874), böhmischer Adliger, Politiker, Fürstgroßprior des Malteser-Ritterordens
- Kolowrat-Krakowsky, Franz Xaver von (1783–1855), böhmischer Adliger, Gutsbesitzer
- Kolowrat-Krakowsky, Johann Karl (1748–1816), österreichischer Feldmarschall
- Kolowrat-Krakowsky, Kajetan von (1689–1769), k. k. Feldmarschall und Malteser Ritter
- Kolowrat-Krakowsky, Leopold Philipp (1852–1910), österreichischer Großgrundbesitzer und Parlamentarier
- Kolowrat-Krakowsky, Leopold von (1804–1863), österreichischer Generalmajor und Gouverneur
- Kolowrat-Krakowsky, Leopold Wilhelm von (1727–1809), österreichischer Minister und oberster Kanzler
- Kolowrat-Krakowsky, Ludmilla Eva Franziska (1616–1695), böhmische Adelige und Stifterin der Monstranz Prager Sonne
- Kolowrat-Krakowsky, Maximilian Norbert von (1660–1721), böhmischer Adliger, Oberstlandkämmerer, Wirklicher Geheimer Rat und Appellationspräsident zu Prag
- Kolowrat-Krakowsky, Philipp von (1688–1773), Oberstburggraf und Präsident des Landesguberniums in Böhmen, ferner Präses und Direktor des größeren Landes-Ausschusses der böhmischen Stände, Begründer der Linie Radenin
- Kolowrat-Krakowsky, Sascha (1886–1927), österreichischer Filmpionier und FilmproduzentSascha Kolowrat-Krakowsky (1886–1927)

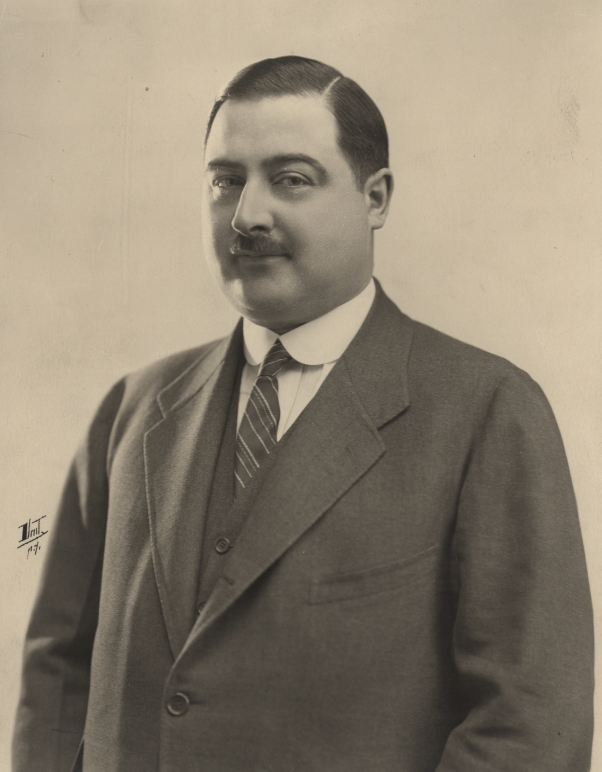
Sascha Kolowrat-Krakowsky (1886–1927)

- Kolowrat-Liebsteinsky, Albrecht von (1583–1648), böhmischer Politiker, Appellationsrat, Reichshofrat und Vizekanzler in Böhmen
- Kolowrat-Liebsteinsky, Ferdinand Ludwig von (1621–1701), böhmischer Adliger und Großprior des Malteserordens
- Kolowrat-Liebsteinsky, Franz Anton von (1778–1861), österreichischer Staatsmann
- Kolowrat-Liebsteinsky, Franz Karl von (1620–1700), k.k. Diplomat, Appellationsrat und Statthalter im Königreich Böhmen
- Kolowrat-Liebsteinsky, Norbert Leopold von (1655–1716), Diplomat, Geheimer Rat, Reichshofrat, Statthalter in Prag
- Kolowrat-Liebsteinsky, Vincenz Maria von (1750–1824), österreichischer Feldzeugmeister und Großprior
- Kolowrat-Tscherwinski, Lew Stanislawowitsch (1884–1921), russischer Physiker

### Koloz
- Kolozs, Martin (* 1978), österreichischer Schriftsteller, Rezensent und Verleger